# Christoph 5
Christoph 5 ist der Funkrufname des an der BG Klinik Ludwigshafen stationierten Rettungshubschraubers, der am 13. November 1973 als ziviler Rettungshubschrauber vom Bundesministerium des Innern in Dienst gestellt wurde.
Betreiber ist seit 2006 die ADAC Luftrettung GmbH, die sowohl die Piloten als auch die HEMS-TC stellt. Träger ist das Ministerium des Innern und für Sport des Landes Rheinland-Pfalz.
Die Notärzte sind Unfallchirurgen und Anästhesisten aus der BG Unfallklinik, die Notfallsanitäter stammen vom Deutschen Roten Kreuz (Rettungsdienst Vorderpfalz GmbH). Die zuständige Rettungsleitstelle ist die Integrierte Leitstelle Ludwigshafen.

## Geschichte
Am 13. November 1973 fand der erste Einsatz von Christoph 5 statt, drei Tage vor der offiziellen Übergabe am 16. November.
Seinen Standort hatte der Rettungshubschrauber außerhalb der Dienstzeit bis Mitte 1975 am Flugplatz Speyer, da es noch keine entsprechenden Gebäude an der Berufsgenossenschaftlichen Unfallklinik in Ludwigshafen gab.
Der Hangar an der BG Unfallklinik wurde am 30. Juni 1975 fertiggestellt und übergeben. Die Piloten kamen abwechselnd von der BGS-Fliegerstaffel Mitte aus Kassel, von der Heeresfliegerstaffel der Bundeswehr aus Nürnberg oder von der BGS-Fliegerstaffel Süd aus Oberschleißheim.
Am 13. Mai 2006 erfolgte der Betreiberwechsel vom Bundesministerium des Innern/Bundesamt für Bevölkerungsschutz und Katastrophenhilfe zur ADAC Luftrettung GmbH. Seit September 2011 wird eine EC135 der Version P2+ eingesetzt.
Im Jahr 2011 wurden 1970 Einsätze geflogen, damit war Christoph 5 in dem Jahr der Hubschrauber der ADAC Luftrettung mit den meisten Einsätzen. 2014 war mit 2013 Einsätzen das einsatzreichste Jahr von Christoph 5.
Von Anfang Dezember 2021 bis Ende Februar 2022 flog zur Unterstützung während der Covid-19-Pandemie Christoph 112 (Typ H145 D-2, zwischenzeitlich auch EC135). Er war bereits von Anfang 2020 bis März 2021 in der BG Unfallklinik Ludwigshafen eingesetzt. Dabei hatte er die primäre Aufgabe, an Covid-19 erkrankte Patienten von einer Klinik in die nächste zu bringen, um Kapazitäten zu schaffen, auch deutschlandweit. Er wurde auch zu Primäreinsätzen in der Vorderpfalz, in Baden-Württemberg und im Saarland alarmiert. Die Beauftragung endete zum 28. Februar 2022.

## Sonstiges
Der Name Christoph geht auf den heiligen Christophorus zurück, den Schutzpatron der Reisenden. Nach ihm tragen alle deutschen Rettungshubschrauber den BOS-Funk-Rufnamen Christoph, gefolgt von einer Nummer bei Rettungshubschraubern und einer Bezeichnung zum Standort bei Intensivtransporthubschraubern.
Die SWR-Doku-Serie Die Unfallklinik hat im Jahr 2023 die Arbeit der Christoph 5 - Mitarbeiter porträtiert.